# Ruud Schuurman
Ruud Schuurman (1967) is een Nederlandse regisseur. Schuurman regisseerde vele afleveringen van de populaire dramaserie Westenwind. Ook werkte hij mee aan programma's als Intensive Care en Hotnews.nl. Hij staat ingeschreven bij Henneman Agency.

## Regisseur

### Televisie
- 12 steden, 13 ongelukken (1990-1998)
- Onderweg naar Morgen (1994-2010)
- 't Zal je gebeuren (1998)
- Westenwind (1999-2001)
- Intensive Care (2002-2006)
- Echt waar (2002)
- Vrijdag de 14e: hoogmoed (2003)
- De Afdeling (2004-2006)
- Hotnews.nl (2005-2006)
- Draadstaal (2007-2009)
- Flow (2008)
- Verliefd op Ibiza (2013)
- Rechercheur Ria (2014)
- Lost in the Game (2016)
- Smeris (2017)
- Dokter Tinus (2017)

### Film
Korte films
- EDR 1 (1993)
- Act of Love (2007)
- Pandora's la (2007)

Langspeelfilms
- De Club van Sinterklaas & Het Pratende Paard (2014)
- De Masters (2015)
- De Club van Sinterklaas & De Verdwenen Schoentjes (2015)
- De Club van Sinterklaas & Geblaf op de Pakjesboot (2016)
- 100% Coco New York (2019)
- Alles is zoals het zou moeten zijn (2020)
- Kwestie van geduld (2022)
- Bed & Breakfast (2024)

- International Standard Name Identifier: 0000 0003 6896 7325
- Library of Congress Control Number: nr2006022539
- Nederlandse Thesaurus van Auteursnamen: 203969316
- Virtual International Authority File: 283931285